# Lizzi Varencke
Lizzi Varencke (født 9. august 1941) er en dansk skuespiller.
Varencke, der var uddannet danserinde, blev elev ved Ungdommens Teater 1965-1967. Senere blev hun tilknyttet Gladsaxe Teater, Boldhus Teatret og Scala. Hun havde roller i musicals, børneteater og gadeteater og fik også tv-roller i Kirsebærhaven, Dronningen og Seks personer søger en forfatter.

## Filmografi
- Der var engang (1966)
- Den røde rubin (1969)
- Nøddebo Præstegård (1974)
- Sønnen fra Vingården (1975)
- Den korte sommer (1976)
- I løvens tegn (1976)
- Rend mig i traditionerne (1979)